# Eliasz II (patriarcha Jerozolimy)
Eliasz II – dziewiętnasty chalcedoński patriarcha Jerozolimy; sprawował urząd w latach 770–797.